# Gnato Gbala
Gnato Gbala (ur. 4 czerwca 1964 w Gagnoa) – iworyjski piłkarz grający na pozycji napastnika. W swojej karierze grał w reprezentacji Wybrzeża Kości Słoniowej.

## Kariera klubowa
Gbala w swojej karierze grał we francuskich klubach takich jak: US Créteil-Lusitanos (1983-1989), RC Lens (1989-1990), Paris FC (1990-1992), FC Pless-Trévise (1992-1993) i US Ivry (1993-1994).

## Kariera reprezentacyjna
W reprezentacji Wybrzeża Kości Słoniowej Gbala zadebiutował w 1984 roku. W tym samym roku powołano go do kadry na Puchar Narodów Afryki 1984. Rozegrał na nim jeden mecz grupowy, z Kamerunem (0:2). W kadrze narodowej grał w 1984 roku.